# Саамские языки в Финляндии
Среди саамов Финляндии распространены три саамских языка — инари-саамский (инари), колтта-саамский (восточно-саамский) и северносаамский (северосаамский, северный саамский). В саамских деревнях около Куусамо был распространён ещё один саамский язык — кеми-саамский, однако этот язык стал мёртвым ещё в 1800-х годах.
С законодальной точки зрения саамский язык в Финляндии обычно рассматривается как единый язык с несколькими диалектами, в то время как многие учёные, а также международные организации говорят о распространённых в четырёх странах девяти самостоятельных саамских языках.

## Численность носителей
Общее число саамов в Финляндии по данным, которые были приведены в Парламентском запросе 2009 года, составляет 9350 человек. Значительная часть саамов — 55 % (приблизительно 5150 человек) — проживает за пределами Саамского региона; среди младшего поколения этот процент ещё выше — среди тех, кому ещё нет 45 лет, таких 68 % (данные 2007 года), а среди детей, не достигших 10 лет, число живущих за пределами Саамского региона, составляет примерно 70 %. Число носителей саамских языков в Финляндии гораздо меньше числа людей, имеющих саамское происхождение, поскольку значительная часть саамов не знает ни одного из саамских языков.
Число носителей северносаамского языка составляет от 1700 до 2000 человек (от 70 до 80 % от общего числа носителей саамских языков в Финляндии), колтта-саамского — около 400 носителей языка, инари-саамского — от 300 до 400 человек (в общине Инари).
Подавляющее большинство финских саамов в той или иной степени знают финский язык, а также, в меньшей степени, второй государственный язык Финляндии — шведский.

## Правовое положение саамских языков в Финляндии

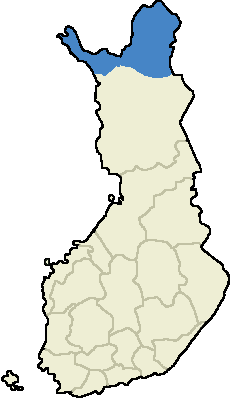
Саамский регион на карте Финляндии (отмечен синим)

Согласно § 17 действующей Конституции Финляндии саамское население имеет право на сохранение и развитие своего языка и своей культуры. В этом же параграфе Конституции закреплено право саамов пользоваться своим языком в органах власти.
В северной части Финляндии имеется особое территориальное образование, Саамский регион Финляндии, на территории которого саамы согласно § 121 Конституции Финляндии имеют культурную и языковую автономию.
Саамский регион Финляндии включает в себя общины (муниципалитеты) Инари, Утсйоки и Энонтекиё, а также северную часть общины Соданкюля (все общины входят в провинцию Лапландия). В регионе проживает примерно 60 % от общего саамского населения Финляндии, численность которого составляет, по разным данным, от семи до девяти с половиной тысяч человек (большинство населения Саамского региона составляют финны).

## Проблемы сохранения и возрождения саамских языков
Совет Европы в апреле 2011 в своём докладе, посвящённом языкам меньшинств, отметил, что в Финляндии имеются существенные недостатки в реализации законодательных актах, регулирующих использование языков меньшинств. Граждане, говорящие на саамских языках, хотя и имеют право согласно действующему закону общаться на родном языке в государственных и муниципальных учреждениями (например, в полиции, в поликлинике), однако нередко это невозможно, поскольку сотрудники многих подобных учреждений недостаточно хорошо владеют саамскими языками даже в тех муниципальных образованиях, которые официально являются двуязычными. В этом же докладе Совет Европы рекомендовал Финляндии улучшить преподавание саамских языков.
По мнению министра юстиции Финляндии Анны-Майи Хенрикссон, высказанному в сентябре 2011 года, саамские языки в Финляндии находятся под угрозой исчезновения. Аналогичного мнения по этой проблемы придерживается Саамский парламент Финляндии, представители которого считают усилия государства по сохранению саамских языков недостаточными, отмечают нехватку кадровых и материальных ресурсов, в том числе учебно-методических материалов. При этом руководство Парламента вполне положительно оценивает те разделы программы утверждённого 22 июня 2011 года кабинета министров Юрки Катайнена, которые посвящены саамской проблематике, поскольку большинство требований саамов нашли в них своё отражение. В частности, в программе говорится о том, что до конца 2011 года Министерство образования и культуры Финляндии разработает программу возрождения саамских языков, эта работа ведётся по инициативе Саамского парламента Финляндии. В опубликованной 17 июня 2011 года правительственной программе кабинета Катайнена сказано, что правительство берёт на себя обязательства по реализации программы возрождения саамского языка, включая её материальное обеспечение. В правительственную программу также включено положение о языковых правах саамов; в частности, в программе сказано о том, что государство берёт на себя обязательства по социальному обеспечению и предоставлению медицинских услуг на саамском языке.

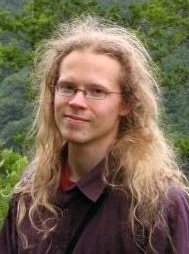
Петтер Мороттая, саамский писатель и журналист, представитель инари-саамов

В настоящее время в Финляндии во многих детских садах и школах Саамского региона для изучения саамских языков используется методика «языковых гнёзд». Общая идея этой системы заключается в том, что и обучение, и общение детей между собой и с преподавателями проходят в условиях полного языкового погружения в изучаемый язык. В дошкольных учреждениях Саамского региона, в которых применяется эта система, дети говорят только по-саамски. В инари-саамских и колтта-саамских школах в нулевых, первых и вторых классах школы образование также ведётся только на саамских языках, затем, постепенно, некоторые предметы начинают преподавать на финском языке; в шестом классе число предметов на финском достигает примерно половины от их общего числа; однако, в целом, с преподаванием предметов на этих языках имеются существенные трудности, поскольку не хватает преподавателей и учебных материалов. Северносаамский язык более распространён в Финляндии по сравнению с инари-саамским и колтта-саамским, поэтому преподавание в школах с обучением на северносаамском обычно ведётся на нём с нулевого по девятый класс почти по всем предметам; есть и гимназии (в которые поступают ученики после девятого класса) с преподаванием на северносаамском.
По мнению Анники Пасанен, руководителя программы «языковых гнёзд» в Саамском регионе Финляндии, сохранение и возрождение языков национальных меньшинств возможно лишь в том случае, если эта методика будет применяться как в дошкольных учреждениях, так и в школах. Пасанен считает, что ситуацию с саамскими языками в Финляндии можно называть достаточно хорошей, особенно по сравнению с Россией, поскольку дети, даже если у них нет возможности освоить язык дома, имеют такую возможность в детском саду, а затем в школе, при этом, поскольку язык используется для преподавания, он является именно языком общения, а не только изучения.
В 2011 году в Финляндии начался выпуск новых учебников математики на саамских языках, они представляют собой перевод аналогичных учебников на финском языке издательства WSOY. В частности, в декабре 2012 года вышли из печати три новых учебника математики на инари-саамском языке.

## Средства массовой информации на саамских языках
В Финляндии имеется несколько журналов и газет, которые публикуются на саамских языках.
С 1947 года национальная телерадиовещательная компания Yleisradio Oy (YLE) начала радиовещание на саамских языках; сейчас саамское радио, YLE Sámi Radio, является одним из подразделений YLE, осуществляя радиовещание на саамских языках в саамоязычных общинах провинции Лапландия, в Рованиеми (административном центре провинции), а также через интернет. Саамская служба YLE участвует также в создании телевизионных выпусков новостей на северносаамском языке Ođđasat — копродукции YLE и телекомпаний Норвегии и Швеции.
Совет Европы в своём докладе в 2011 году рекомендовал Финляндии оказать более весомую поддержку средствам массовой информации Финляндии на саамских языках.
2 декабря 2013 года телерадиокомпания Yle начала выпуск теленовостей на саамском языке (Yle Ođđasat); трансляция осуществляется из новой телестудии в Инари. В первом выпуске новостей в эфире звучала речь на всех трёх саамских языках Финляндии — северносаамском, инари-саамском и колтта-саамском. Планируется, что пятиминутные выпуски Yle Ođđasat будут выходить ежедневно в середине дня по каналу Yle TV1 с финскими субтитрами.